# Ndamukong Suh
Ndamukong Ngwa Suh (nacido el 6 de enero de 1987) es un jugador profesional de fútbol americano estadounidense que juega en la posición de defensive tackle y actualmente forma parte de los Philadelphia Eagles de la National Football League (NFL).

## Biografía
Suh asistió a Grant High School en Portland, Oregón, donde practicó fútbol americano, baloncesto y atletismo. En fútbol americano fue considerado un jugador 4 estrellas por Rivals.com y como el sexto mejor defensive tackle en Estados Unidos.

## Carrera

### Detroit Lions
Suh fue seleccionado por los Detroit Lions en la primera ronda (puesto 2) del draft de 2010. El 3 de agosto, firmó un contrato de cinco años por un valor de $68 millones, con $40 millones garantizados. En su primera temporada lideró al equipo, a todos los novatos y a todos los defensive tackles con 10 capturas de mariscal (sacks), por lo que fue reconocido como el Novato Defensivo del Año. Además, fue seleccionado como titular para el Pro Bowl y en el primer equipo All-Pro.
Con los Lions, Suh llegó dos veces a la postemporada como equipo comodín (2011-12 y 2014-15), perdiendo la primera vez frente a los New Orleans Saints por 45-28, y la segunda frente a los Dallas Cowboys 24-20.

### Miami Dolphins
El 11 de marzo de 2015, los Miami Dolphins anunciaron que habían firmado a Suh por seis años y $114 millones, con $60 millones garantizados. El contrato le hacía el jugador defensivo mejor pagado de la historia de la NFL, superando a J. J. Watt de los Houston Texans. Respondió en su primer año con el equipo con 61 tacleadas, seis capturas y cinco pases defendidos.
El 14 de marzo de 2018, Suh fue cortado por los Dolphins.

### Los Angeles Rams
El 26 de marzo de 2018, Suh firmó un contrato de un año por $14 millones con Los Angeles Rams. En su única temporada con el equipo, registró 59 tacleadas y 4.5 capturas, ayudando a los Rams a llegar al Super Bowl LIII, el cual perdieron ante los New England Patriots por 13-3.

### Tampa Bay Buccaneers
El 23 de mayo de 2019, Suh firmó un contrato de un año por $9,250,000 millones con los Tampa Bay Buccaneers. Ese año, registró 41 tacleadas, 2.5 capturas y una marca personal de cuatro balones sueltos recuperados, dos de los cuales regresó para anotación. El primero de ellos fue en la Semana 4 en la victoria por 55-40 ante Los Angeles Rams, luego de una jugada de su compañero Shaquill Barrett sobre el mariscal de campo Jared Goff; el segundo en la Semana 12 en la victoria por 35-22 ante los Atlanta Falcons, recuperado a partir de un golpe de Jason Pierre-Paul al mariscal de campo Matt Ryan.
El 26 de marzo de 2020, Suh fue firmado nuevamente por los Buccaneers. Pocos días después, fue nombrado como uno de los cuatro defensive tackles del equipo All-Decade de la década de 2010-2019. Jugó los 16 juegos de temporada regular en el 2020, registrando 44 tacleadas, seis capturas y un balón suelto forzado. El 7 de febrero de 2021, Suh ganó su primer Super Bowl cuando Tampa Bay derrotó a los Kansas City Chiefs por 31-9 en el Super Bowl LV.

## Estadísticas generales
|  | Seleccionado al Pro Bowl |

| Año   | Equipo | Juegos | Juegos | Tacleadas | Tacleadas | Tacleadas | Tacleadas | Tacleadas | Intercepciones | Intercepciones | Intercepciones | Intercepciones | Intercepciones | Intercepciones | Balones sueltos | Balones sueltos | Balones sueltos | Balones sueltos |
| Año   | Equipo | G      | GS     | Comb      | Total     | Ast       | Sack      | SFTY      | PDef           | Int            | Yds            | Avg            | Lng            | TDs            | FF              | FR              | Yds             | TD              |
| ----- | ------ | ------ | ------ | --------- | --------- | --------- | --------- | --------- | -------------- | -------------- | -------------- | -------------- | -------------- | -------------- | --------------- | --------------- | --------------- | --------------- |
| 2010  | DET    | 16     | 16     | 66        | 49        | 17        | 10.0      | --        | 3              | 1              | 20             | 20.0           | 20             | 0              | 1               | 1               | 17              | 1               |
| 2011  | DET    | 14     | 14     | 36        | 26        | 10        | 4.0       | --        | 1              | --             | --             | --             | --             | --             | 0               | 0               | --              | --              |
| 2012  | DET    | 16     | 16     | 34        | 24        | 10        | 8.0       | --        | 2              | --             | --             | --             | --             | --             | 0               | 0               | --              | --              |
| 2013  | DET    | 16     | 16     | 49        | 36        | 13        | 5.5       | 1         | 6              | --             | --             | --             | --             | --             | 1               | 0               | --              | --              |
| 2014  | DET    | 16     | 16     | 53        | 44        | 9         | 8.5       | --        | 3              | --             | --             | --             | --             | --             | 0               | 0               | --              | --              |
| 2015  | MIA    | 16     | 16     | 61        | 39        | 22        | 6.0       | --        | 5              | --             | --             | --             | --             | --             | 0               | 0               | --              | --              |
| 2016  | MIA    | 16     | 16     | 72        | 41        | 31        | 5.0       | --        | 6              | --             | --             | --             | --             | --             | 0               | 1               | 0               | 0               |
| 2017  | MIA    | 16     | 16     | 48        | 29        | 19        | 4.5       | --        | 2              | --             | --             | --             | --             | --             | 2               | 0               | --              | --              |
| 2018  | LAR    | 16     | 16     | 59        | 36        | 23        | 4.5       | --        | 4              | --             | --             | --             | --             | --             | 0               | 2               | --              | --              |
| 2019  | TB     | 16     | 16     | 41        | 22        | 19        | 2.5       | --        | 4              | --             | --             | --             | --             | --             | 0               | 4               | 43              | 2               |
| 2020  | TB     | 16     | 16     | 44        | 27        | 17        | 6.0       | --        | 2              | --             | --             | --             | --             | --             | 1               | 0               | --              | --              |
| Total | Total  | 174    | 174    | 563       | 373       | 190       | 64.5      | 1         | 38             | 1              | 20             | 20.0           | 20             | 0              | 5               | 8               | 60              | 3               |

Fuente: Pro-Football-Reference.com